# Beretta 98FS
La Beretta 98FS è una pistola derivata dal famoso modello 92 della Fabbrica d'Armi Pietro Beretta, dal quale si differenzia solamente per il calibro utilizzato (il 9 × 21 IMI).
Questa pistola nasce come versione civile della 92 dato che in Italia le pistole semi-automatiche calibrate in 9 × 19 mm Parabellum (il calibro della Beretta 92) non potevano essere detenute da civili ma erano appannaggio delle sole forze militari. Nel 2013 il Banco Nazionale di Prova di Gardone Valtrompia ha accertato che la Beretta 98FS funziona anche con munizionamento in cal. 9×19 Parabellum.

## Storia

### Le origini e lo sviluppo della 92
Verso la fine degli anni Sessanta, la Fabbrica d'Armi Pietro Beretta cominciò gli studi e la messa a punto di una pistola semiautomatica per uso militare e di polizia che andasse a sostituire la ormai obsoleta Beretta M34 cal. 9 corto, che funzionava solo in singola azione. Venne messa a punto la Beretta Mod. 92, camerata per il 9 mm Parabellum e con caricatore da 15 cartucce, a doppia azione (a cane abbattuto premendo il grilletto si attua il ciclo meccanico che permette di sparare il colpo camerato senza intervenire manualmente sul carrello), con sicura manuale incernierata sul fusto dell'arma che bloccava la catena di scatto ed il carrello, permettendo di avere il cane armato, il colpo in canna e la sicura inserita. Il bottone di sgancio del caricatore era posizionato alla base dell'impugnatura, sul lato sinistro (per chi impugna l'arma).
La pistola venne presentata alle Autorità che dovevano fornire una nuova arma da fianco alle forze di polizia. Furono richieste alcune modifiche: in particolare si richiese che, inserendo la sicura, il cane potesse essere "abbattuto" in modo da avere in mano un'arma con il colpo in canna, con il cane non armato e pronta al fuoco; venne richiesto anche di spostare la leva della sicura dal fusto al carrello. Nacque la Beretta Mod. 92 S. L'arma poteva essere portata con il colpo in canna e con il cane abbattuto. Azionando la sicura, si causava l'abbattimento del cane; questo non colpiva la coda del percussore, in quanto lo stesso era diviso in due parti poste in asse tra di loro: il percussore vero e proprio, che colpiva l'innesco della cartuccia, ed un impulsore che, colpito dal cane, causava l'azionamento del percussore e la partenza del colpo. L'impulsore, infatti, è contenuto nel cilindro di rotazione della sicura; in questo modo, azionando la sicura viene fatto ruotare anche l'impulsore, sottraendolo così all'azione del cane. Togliendo la sicura, l'arma era pronta al fuoco in "doppia azione" e poteva essere portata addosso in tutta sicurezza.
Fu data in dotazione alla Polizia di Stato ed ai Carabinieri verso la metà degli anni Settanta, nonché al reparto Incursori della Marina Militare Italiana.
L'arma, nel corso degli anni e con l'esperienza maturata durante l'uso, venne modificata in alcuni particolari: fu spostato il pulsante di sgancio del caricatore dalla base dell'impugnatura alla base del ponticello del grilletto, in posizione quindi più ergonomica. La tacca di mira fu resa leggermente più alta e larga, per permettere una più agevole acquisizione rapida del bersaglio; inoltre fu inserita una sicura automatica al percussore che, in caso di forte impatto dell'arma con il cane armato, impedisse a questo di colpire la coda del percussore e causare così la partenza accidentale del colpo camerato; tale sicura automatica viene disattivata esclusivamente dal movimento del grilletto. Fu inoltre posizionata una leva di sicura anche sul lato destro dell'arma, fissata stabilmente al cilindro di rotazione della sicura posta a sinistra e solidale con essa, per permettere un facile utilizzo ai tiratori mancini.
Da queste modifiche scaturì una nuova serie: la Mod. 92SB, i cui i primi modelli degli anni Ottanta vennero commercializzati in Italia, contraddistinti dalle sigle 98 e 98 M in cal. 7,65 Parabellum, in quanto non era ancora nato ufficialmente (e consentito) il cal. 9×21.
Con l'avvento del 9×21 la nuova versione ricalibrata della 98 fu rilasciata col nome di 98F, un'ulteriore modifica fu richiesta per aumentare la sicurezza contro un'eventuale rottura del carrello otturatore, inserendo un blocco freno... sulla parte posteriore sinistra del fusto, la versione così  aggiornata venne rinominata 98 FS. Tale modifica venne applicata anche alle 92 SB in dotazione alle forze dell'ordine.

## Caratteristiche
La pistola Beretta cal. 9×21 mm IMI mod. 98 FS è una pistola semiautomatica a corto rinculo di canna, il cui vincolo meccanico tra canna e carrello è attuato da un blocchetto oscillante tipo "WALTHER", usato dalla predetta azienda negli anni 30 del secolo scorso per la realizzazione della pistola semiautomatica WALTHER MOD. P-38 (P= PISTOLE; 38= anno di adozione da parte delle FF.AA germaniche).
La sigla M indica l'arma compatta e con caricatore monofilare e la pistola in questa variante è stata acquistata in piccole quantità dalla Polizia di Stato.

## Varianti
Come per la Beretta 92, ci sono quattro diversi sistemi operativi:
- FS - Doppia/singola azione, sicura manuale ambidestra con dispositivo di abbattimento cane
- DS - Solo doppia azione, sicura manuale ambidestra.
- D - Solo doppia azione, senza sicura manuale.
- G - Doppia/singola azione, dispositivo di abbattimento cane ambidestro.